# Corvini
I Corbini, Corvini o Corvino di Sicilia sono una famiglia nobile siciliana, originaria di Napoli o Pisa.

## Origini del cognome
Secondo la tradizione discendono da Valerio Publicola, liberatore di Roma, prozio del leggendario vincitore di nome Marco Valerio Corvo (suo pronipote). Quest'ultimo durante una battaglia contro alcuni Galli, scesi nella penisola italica, sarebbe stato aiutato da un corvo, che cavò un occhio ad un soldato nemico, dall'avvenimento avrebbe tratto il cognome. Infatti, il cognome Corvino è una variante del cognome Corvo, uno dei cognomen più frequenti tra la gens Valeria. Secondo qualcuno, le famiglie Corvino o Corvini discendono dal ramo dei Valeri Poplicola, mentre i Corvo o Corvi discenderebbero dal ramo dei Valeri Massimi.

## Storia della famiglia
Capostipite siciliano è un Gaspare Giovanni Corvino, trasferitosi da Pisa, allora sotto la dominazione fiorentina, il quale acquistò diversi feudi, tra i quali Mezzojuso, e fu barone di Baida. Un Blasco, pretore di Palermo, fu il primo principe di Mezzojuso, titolo elevato da quello di barone con diploma del 9 agosto 1638 che passò per eredità ai Platamone. Un Giuseppe fu pretore di Palermo e cavaliere dell'ordine di San Giacomo della Spada. Un altro Blasco fu duca di Altavilla, titolo poi commutato in Villavaga. Un Domenico fu principe di Villanova in provincia di Agrigento.
Complessivamente la famiglia possedette due principati, un ducato e oltre tre baronie.

## Simboli della famiglia

### Blasone (o stemma)
- Arma (o scudo): trinciato: nel 1º d'oro pieno; nel 2º d'azzurro, al bue d'oro, uscente dal mare d'argento, fluttuoso di nero, movente dalla punta[2].
- Cimiero: un corvo di nero, tenente col becco un occhio al naturale[2][13].